# Роб Ван Дам
Роб Ван Дам (англ. Rob Van Dam; справжнє ім'я Роберт Олександр Сатковскі, англ. Robert Alexander Szatkowski; нар. 18 грудня 1970) — відомий реслер, що виступає у WWE.

## Початок кар'єри
Роберт Сатковскі народився в батл-Крик, штат Мічиган. Будучи прив'язаним до бойових мистецтв Роб мріяв стати професійним кікбоксером. Але коли до них у місто завітав сам Оригінальний Шейх, Роберт не упустив можливість взяти пару уроків у легендарного реслера. Оригінальному Шейху сподобався стиль Роба і він вирішив взяти його у свою школу. Правда школа ця була вельми унікальною, Робу доводилося тренуватися на подвір'ї у Оригінального Шейха, а коли тренер був відсутній, його підміняв власний племінник, так само відомий реслер Сабу.
Роберт закінчив школу Шийка з похвалою і відразу ж вступив в незалежну федерацію реслінгу у Флориді. Деякі промоутерів часто неправильно вимовляли прізвище Роберта, тим більше багато знаходили просто містичне схожість Сатковского з відомим голлівудським актором Жаном-Клодом Ван Дамом, тому у реслінгу Роба Сатковского стали називати не інакше як Роб Ван Дам. Потроху заробляючи повагу серед любителів реслінгу в окремих штатах США, Роб нарешті потрапив в одну з найбільших федерацій реслінгу в світі — WCW. Щоправда за недовгий час перебування в цьому промоції, Роберт серйозного враження не справив, але придивився японській реслінгівській організації AJPW. У країні «сонця, що сходить» Роб швидко добився популярності серед тутешньої публіки.

## ECW
У січні 1996 року Ван Дам підписує контракт з досить великою федерацією реслінгу — ECW, і саме тут він нарешті стає однією з головних зірок промоушену. Він майже 2 роки володів титулом телевізійного чемпіона ECW і відстоював його в поєдинках проти таких відомих реслерів як: Таз, Джеррі Лінн, Носоріг (реслер), Джастін Кредібл, Томмі Дрімер. Багато хто стверджував, що це був найдивніший період володіння чемпіонським титулом в історії реслінгу. Під час захисту свого титулу, Роб отримав травму, яка могла поставити хрест на його кар'єрі, але він повернувся, для того, що б радувати публіку, яка його любила. Його поява настільки втішила шанувальників, що журнал PWI присвоїв йому нагороду Повернення року.

## WWF

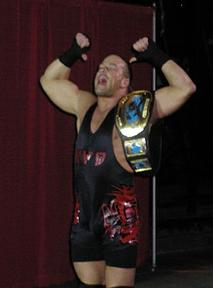
Роб Ван Дам з титулом Інтерконтинентального чемпіона WWE

Перед тим як ECW приєдналася до Альянсу і вторглася в WWF Роб Ван Дам вже був однією з головних зірок ECW.
9 липня в Атланті Роб Ван Дам і Томмі Дрімер, одягнені у майку з емблемою ECW, увірвалися на ринг, перешкодивши проведенню командного поєдинку Кейна і Кріса Джеріко проти Майка Осома і Ленса Шторми, крім того, Роб з Томі гарненько побили Кейна і Джеріко, тим самим вимагаючи повернути шоу ECW.

## Знову ECW

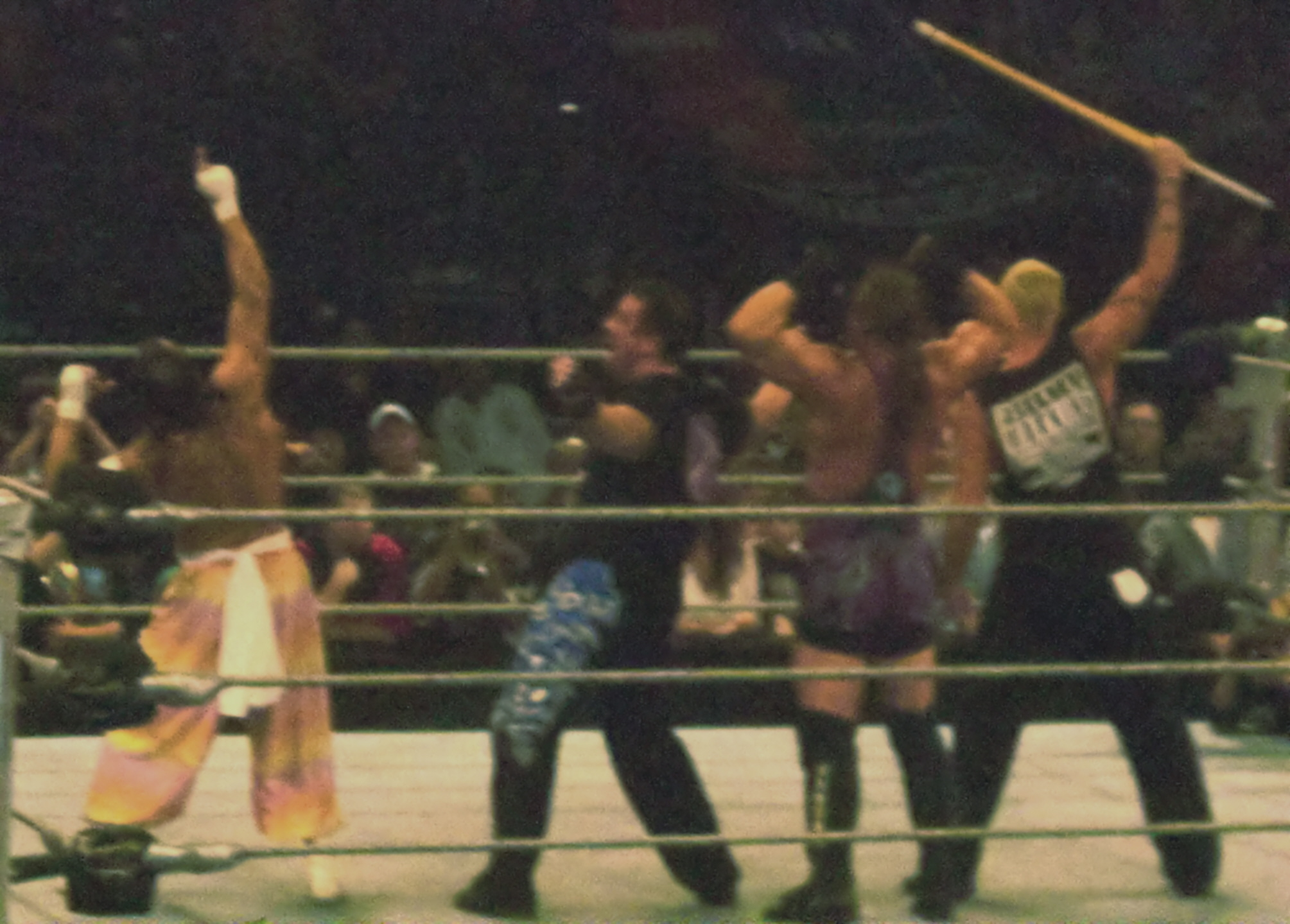
Оригінали ECW — Роб Ван Дам, Сендмен, Сабу і Томмі Дрімер

Коли ECW було відроджено (тільки вже як бренд WWE) Роб Ван Дам відправився туди, так-як саме там він отримав путівку у великий реслінг. Ван Дам став першим чемпіоном відродженого ECW. А пізніше, на шоу ECW One Night Stand Роб Ван Дам переміг Джона Сіну і став новим чемпіоном WWE. Ван Дам (який до того ж був ще й чемпіоном ECW) хотів об'єднати титули чемпіона ECW і WWE. Але Пол Хейман заборонив йому це робити. Він просто перейменував титул чемпіона WWE в титул чемпіона світу ECW у важкій вазі а на сайті WWE.com титул був представлений як титул чемпіона WWE / ECW.

## TNA Wrestling
У квітні 2010 року Роб дебютував у TNA Wrestling.Майже одразу після дебюту виграв титул чемпіона світу у важкій вазі TNA у Ей Джей Стайлза(чемпіона). У 2012 році на Bound For Glory виграв титул чемпіона X-Дивізіону проти Зіми Айона(чемпіона)

## Повернення до WWE
На PPV Payback, яке проходило 16 червня, було анонсовано, що у компанію на PPV Money in the Bank 2013 повертається Роб Ван Дам — колишній чемпіон WWE, ECW, а також колишній Командний, Європейський, Хардкорний та Інтерконтинентальний чемпіон, переможець Money in the Bank у 2006 році. Останній раз Роба можна було побачити у WWE на шоу Royal Rumble 2009, де він протримався на ринзі майже чотирнадцять хвилин і був викинутий Крісом Джеріко. 24 червня на Raw було оголошено, що Ван Дам візьме участь у поєдинку Money in The Bank Ladder match за контракт, який дає змогу поборотися за чемпіонство WWE.
14 липня на PPV Money in the Bank Роб брав участь у матчі з СМ Панком, Крістіаном, Даніелом Брайаном, Шимус і Ренді Ортон. Наприкінці матчу Роб залишився один і майже дотягнувся до кейса, але Ренді Ортон провів Робу RKO і сам зняв кейс.

## Різні фьюді та бої за чемпіонство
У ніч на вівторок RAW від 12.08.2013 виграв Королівську битву за право боротися за титул чемпіона США на Summerslam проти Діна Емброуза. На пре-шоу Summerslam 2013 відбувся матч між Робом Ван Дамом і Діном Емброуза за чемпіонство США, в якому переміг Роб Ван Дам в результаті дискваліфікації після втручання в матч Романа Рейнса, а тому чемпіонство США Робу виграти не вдалося. На SmackDown після SummerSlam під час матчу Дель Ріо проти Крістіана вийшов Рікардо Родрігез і після перемоги Дель Ріо сказав, що титул у Ріо може виграти Ван Дам. Після вийшов Роб і попрямував до рингу і після того як Крістіан зробив Drop kick Альберто Дель Ріо на ринг зайшов Роб і зробив Стрибок жаби на Дель Ріо. Це був натяк на бій за чемпіонство на Ночі Чемпіонів 2013. На шоу Ніч Чемпіонів 2013 Роб Ван Дам провів бій проти Альберто Дель Ріо за того чемпіонство світу, переміг РВД в результаті дискваліфікації. Ван Дам отримав ще один шанс на чемпіонаті світу в суперважкій вазі 6 жовтня в WWE полі бою, але зазнав поразки від Дель Ріо в матчі Hardcore. На наступну RAW було оголошено, що Ван Дам взяв відпустку на деякий час.